# Eustochium
Eustochium (368 - 419) est une sainte chrétienne. Elle est la fille de sainte Paule, à laquelle elle succéda à la tête d'un monastère à Bethléem, et la sœur de sainte Blésille. Comme sa mère, elle est associée aux Mères du désert.
Sa fête est le 28 septembre.

## Biographie
Eustochium est née à Rome en 368. Elle était la fille de sainte Paule et du sénateur romain Toxotius (ou Toxoce). Elle avait un frère et trois sœurs dont sainte Blésille qui se convertit également, mais toutes moururent jeunes. À la mort de son père, en 380, Eustochium resta vivre avec sa mère à Rome, qui décida de mener une vie austère, à l'image de celle des Pères du désert.
Quand saint Jérôme vint à Rome depuis la Palestine, toutes deux en firent leur guide spirituel. Hymettius, un oncle d'Eustochium, ainsi que sa femme, Prætextata, essayèrent vainement de persuader Eustochium de quitter cette vie de pauvreté et de mortifications et de jouir des plaisirs du monde. Au contraire, aux environs de 384, la jeune fille fit vœu de virginité perpétuelle. À cette occasion saint Jérôme lui adressa une lettre intitulée De custodia virginitatie (Ep. xxii in P.L., XXII, 394-425).
Saint Jérôme retourna en Palestine un an plus tard, et fut rapidement suivi par Paule et Eustochium.
En 386, les deux femmes accompagnèrent saint Jérôme en Égypte, où ils visitèrent les ermites du désert de Nitrie et du Ouadi Natroun, pour étudier et ensuite imiter leur mode de vie. Ils retournèrent ensuite en Terre sainte, et s'installèrent définitivement à Bethléem.
Là, Paule et Eustochium érigèrent un monastère de femmes en trois communautés et un hospice près du lieu de naissance du Jésus de Nazareth. Tandis que les bâtiments s'élevaient dans les années 386-389, elles logèrent à proximité dans une petite maison très simple.
Un autre monastère pour des moines fut également décidé en commun accord avec Jérôme qui prit sa direction. À la tête de celui des femmes, Eustochium seconda sa mère, et toutes deux accueillirent de nombreuses vierges rassemblées autour d'elles. Pour les trois établissements, il n'y avait qu'un seul oratoire, où les moniales se retrouvaient plusieurs fois par jour pour prier et chanter des Psaumes.
Eustochium et sa mère étudiaient longuement les Saintes Écritures sous la férule de Jérôme. Eustochium parlait le latin et le grec couramment et lisait la Bible en hébreu. De nombreux commentaires de saint Jérôme furent écrits sous son influence, et il lui dédicaça ses commentaires des prophètes Isaïe et Ézéchiel, ainsi que de nombreuses lettres pour son édification spirituelle.
À la mort de sainte Paule, en 404, Eustochium assuma seule la direction du monastère, malgré les lourdes difficultés aussi bien spirituelles que matérielles qu'elle devait affronter. Saint Jérôme, par ses conseils avisés et sa sollicitude lui fut d'un grand secours.
En 417, le monastères de Bethléem furent attaqués par des bandits qui les pillèrent, et en incendièrent un, blessant ou tuant quelques moniales. On supposa qu'ils n'étaient que les sbires du patriarche de Jérusalem et des Pélagiens contre lesquels saint Jérôme avait écrit quelques pamphlets virulents. Ensemble, Jérôme et Eustochium envoyèrent une lettre au Pape Innocent Ier, qui réprimanda vertement le patriarche.
Peu de temps après, Eustochium mourait, et fut remplacée dans sa tâche par sa nièce Paule, la fille de son frère.

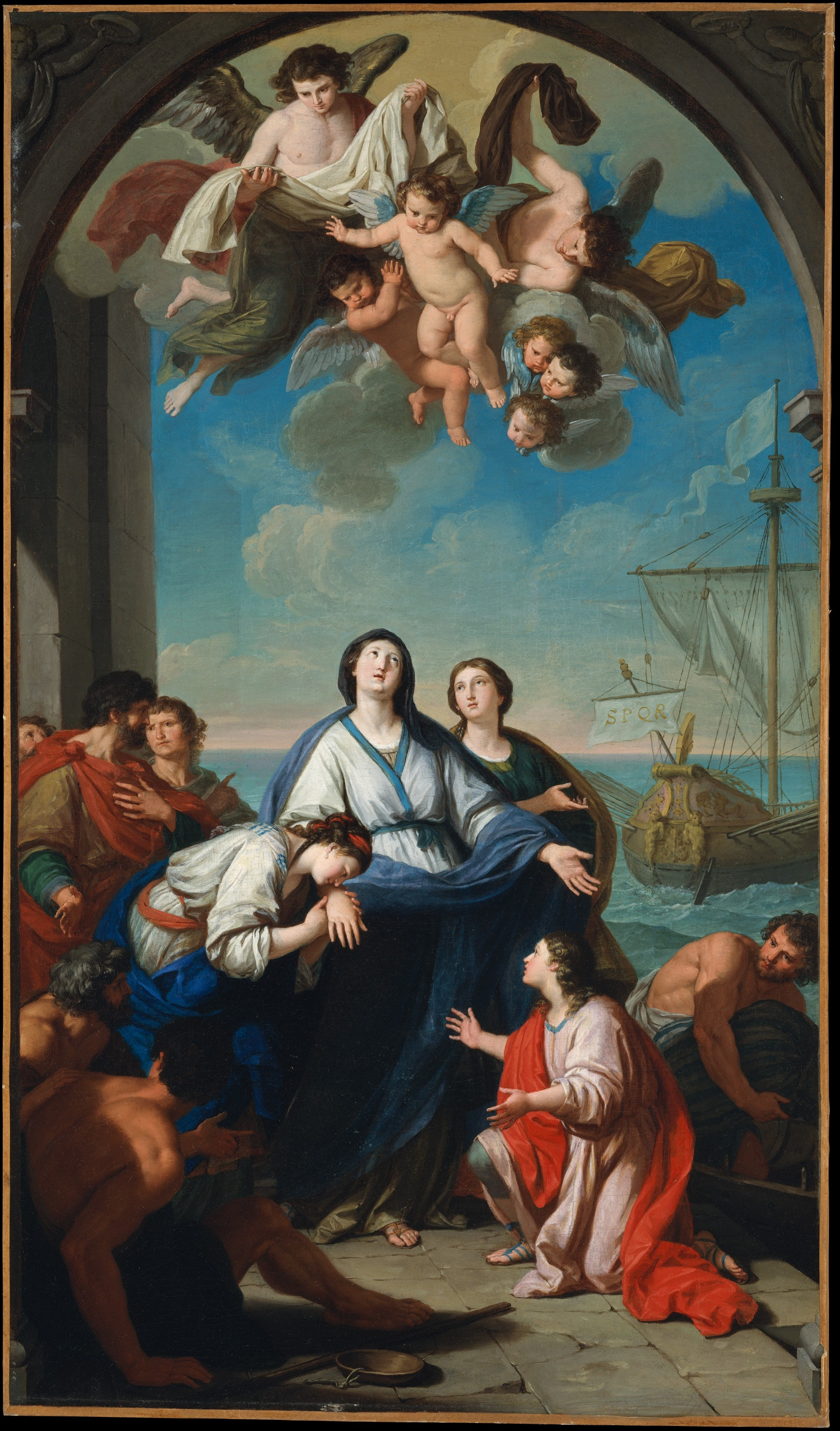
Le départ des saintes Paule et Eustochium vers la Terre sainte, par Giuseppe Bottani.

## Citation
De saint Jérôme :
- « Paule et Eustochium, puisse le travail de ma pauvre vie vous être agréable, utile aussi à l'Église, et digne de la postérité ; quant aux contemporains, leur jugement me touche peu ».
- « Servantes du Christ, opposez le bouclier de vos prières à mes aboyeurs ».
- « Sois la cigale des nuits ! Chaque nuit lave ton lit de tes pleurs ; que tes larmes arrosent ta couche ! Veille et sois comme le passereau au désert. Chante par l’Esprit, chante aussi par l’entendement ».

### Sources
- (en) Cet article est partiellement ou en totalité issu de l’article de Wikipédia en anglais intitulé « Eustochium » (voir la liste des auteurs).
- (en) Encyclopédie catholique 1913